# Пожежа на поромі в Бангладеші (2021)
24 грудня 2021 року пасажирський пором MV Avijan-10 загорівся на річці Суганда, неподалік від міста Джалокаті, Бангладеш. У результаті інциденту щонайменше 41 людина загинула і понад 100 постраждали. Декілька інших пропали безвісти.

## Обстановка
Близько 30 відсотків бангладешців, в основному бідняки, подорожують річками. У країні часто трапляються аварії на поромах, які «найчастіше пов'язують з переповненістю або недотриманням правил безпеки».

## Нещасний випадок
Трипалубний пором MV Avijan-10 слідував з Дакки в Баргуну. Він мав пасажиромісткість 310 осіб, але на ньому знаходилося понад 500 пасажирів, багато з яких поверталася додому на вихідні. Пожежа виникла близько 3 години ночі, коли багато пасажирів спали, біля узбережжя Джалокаті на річці Суганда. За словами заступника директора пожежної служби та цивільної оборони Брішала Камала Удіна Бхуіяна, пожежа почалася в машинному відділенні та швидко поширилася на інші частини порома.
Один з пасажирів заявив, що до пожежі у порома були проблеми з двигуном. Пізніше почалося його задимлення. Деякі пасажири стрибнули в річку та попливли до берега, рятуючись від пожежі. Daily Star повідомила, що 15 пожежних розрахунків прибули на місце події протягом 50 хвилин після пожежі, і ситуація була взята під контроль о 5.20 ранку. Густий туман ускладнив проведення рятувальної операції.
За словами місцевого чиновника, пором зупинився на березі річки в сусідньому селі Діакуль. Зохар Алі, головний адміністратор району, заявив, що гасіння пожежі зайняло 4-5 годин. Знадобилося ще 8 годин, щоб судно остигло. Начальник місцевої поліції Мойнул Іслам заявив, що було виявлено 37 тіл. Більшість жертв або загинули від пожежі, або потонули при втечі з порома. 70 постраждалих пасажирів були госпіталізовані, семеро з них отримали важкі опіки та перебували в критичному стані. Потім кількість загиблих збільшилася до 41

## Наслідки
Після інциденту уряд створив спеціальний комітет для розслідування пожежі та надання звіту про результати протягом трьох днів.
За даними Daily Star, водій не зміг належним чином пришвартувати пором після того, як двигуни вийшли з ладу, і покинув судно, не кинувши якір. Потім пором дрейфував вниз за течією більше 30 хвилин, перш ніж зупинитися біля Діакуля. Двері порома виявилися замкнені, що перешкоджало порятунку людей. Крім того, офіційні особи в барішальському офісі управління внутрішнього водного транспорту Бангладеш заявили, що на поромі повинен був бути капітан першого класу, але замість нього були двоє капітанів другого класу.
Постулювали, що причиною пожежі була несправність двигуна. Попередні два двигуни на судні були замінені власником судна, Ханджалалом Шейхом, в листопаді через недостатню паливну ефективність без отримання дозволу або без повідомлення Департаменту судноплавства про зміни. Власник заявив, що не знав про необхідність такого дозволу. Вважалося, що несправність двигуна виникла як незначна проблема, але потім вона стала критичною, оскільки не була усунена.